# Alcalá la Real
Alcalá la Real är en kommun och stad belägen söder om Jaén i provinsen med samma namn. Folkmängden uppgår till cirka 20 000 invånare.